# Qatar ExxonMobil Open 1993
Il Qatar ExxonMobil Open 1993 è stato un torneo di tennis svoltosi a Doha in Qatar dal 4 gennaio all'11 gennaio, 1993.
Il torneo vide Boris Becker ottenere il suo primo titolo dell'anno, e il suo 51º in carriera.

## Vincitori

### Singolare maschile
Boris Becker ha battuto in finale  Goran Ivanišević con il punteggio di 7–6(4), 4–6, 7–5

### Doppio maschile
Boris Becker /  Patrik Kühnen hanno battuto in finale  Shelby Cannon /  Scott Melville con il punteggio di 6–2, 6–4.